# Simon Ekeno
Simon Ekeno (ur. 10 lutego 1946) – kenijski strzelec, olimpijczyk. 
Brał udział w Letnich Igrzyskach Olimpijskich 1972 (Monachium). Startował w jednej konkurencji, w której zajął 79. miejsce.

## Wyniki olimpijskie
| Igrzyska | Konkurencja                       | Wynik                           | Miejsce |
| -------- | --------------------------------- | ------------------------------- | ------- |
| IO 1972  | Karabin małokalibrowy leżąc, 50 m | 583 punkty (96-95-100-98-96-98) | 79.     |